# Alexander Rüstow
Alexander Rüstow (Wiesbaden, 8 de abril de 1885 — Heidelberg, 30 de junho de 1963) foi um sociólogo e economista alemão. Criador do termo "neoliberalismo" e um dos pais da economia social de mercado que moldou a economia da Alemanha Ocidental no pós-guerra. Também forneceu obras fundamentais para o estabelecimento da escola do ordoliberalismo.

## Ordoliberalismo, Economia Social de Mercado e o Milagre do Reno
Um ex-socialista desiludido após a ascensão da União Soviética, Rüstow queria traçar uma “Terceira Via” entre o laissez-faire e o socialismo. Junto a Walter Eucken e Franz Böhm e outros nomes da Escola de Friburgo, Rüstow forneceu ideias econômicas que influenciaram grandemente a Alemanha e Áustria na reconstrução do pós-guerra. Esse enorme período de crescimento econômico ficou conhecido como o Milagre do Reno. Contudo, enquanto Euckene e Böhm estavam mais associados as ideias do ordoliberalismo, Rüstow ficou mais associado ao que chamou na época de neoliberalismo. Ainda que ambas escolas preconizassem um meio termo entre o Laissez-faire e a Economia planificada, os ordoliberais eram mais pró-mercado enquanto a posição de Rüstow era mais pró-intervenção do Estado na economia.

## Obras
- Der Lügner. Theorie, Geschichte und Auflösung des Russellschen Paradoxons,1910
- Schutzzoll oder Freihandel?, 1925
- Das Für und Wider der Schutzzollpolitik, 1925
- Das Versagen des Wirtschaftsliberalismus, 1945, republicado em 2001, ISBN 3895183490
- Zwischen Kapitalismus und Kommunismus, 1949
- Das Versagen des Wirtschaftsliberalismus, 2ª edição, 1950
- Ortsbestimmung der Gegenwart. Eine universalgeschichtliche Kulturkritik, 3 volumes, 1950 - 1957
  - Volume 1: Ursprung der Herrschaft
  - Volume 2: Weg der Freiheit
  - Volume 3: Herrschaft oder Freiheit?
- Wirtschaft und Kultursystem, 1955
- Die Kehrseite des Wirtschaftswunders, 1961